# Märstetten
Märstetten is een gemeente en plaats in het Zwitserse kanton Thurgau, en maakt deel uit van het district Weinfelden.
Märstetten telt 2340 inwoners.